# Троицкая часовня (Любегощи)
Часовня Святой Троицы — православная часовня в селе Любегощи Весьегонского района Тверской области России.
Находится рядом с Троицким храмом, но была построена позже него, в 1888 году. Первоначально располагалась в ограде, которая не сохранилась.
Невысокий кубический объём часовни завершён четырёхскатной кровлей с декоративной главой. Основной элемент наружного убранства — лопатки с раскрепованным над ними карнизом. Лучковые окна часовни не имеют наличников. Внутреннее пространство перекрыто плоским потолком.
В советское время в часовне располагалась керосиновая лавка, родник, который располагался внутри, был осквернён.

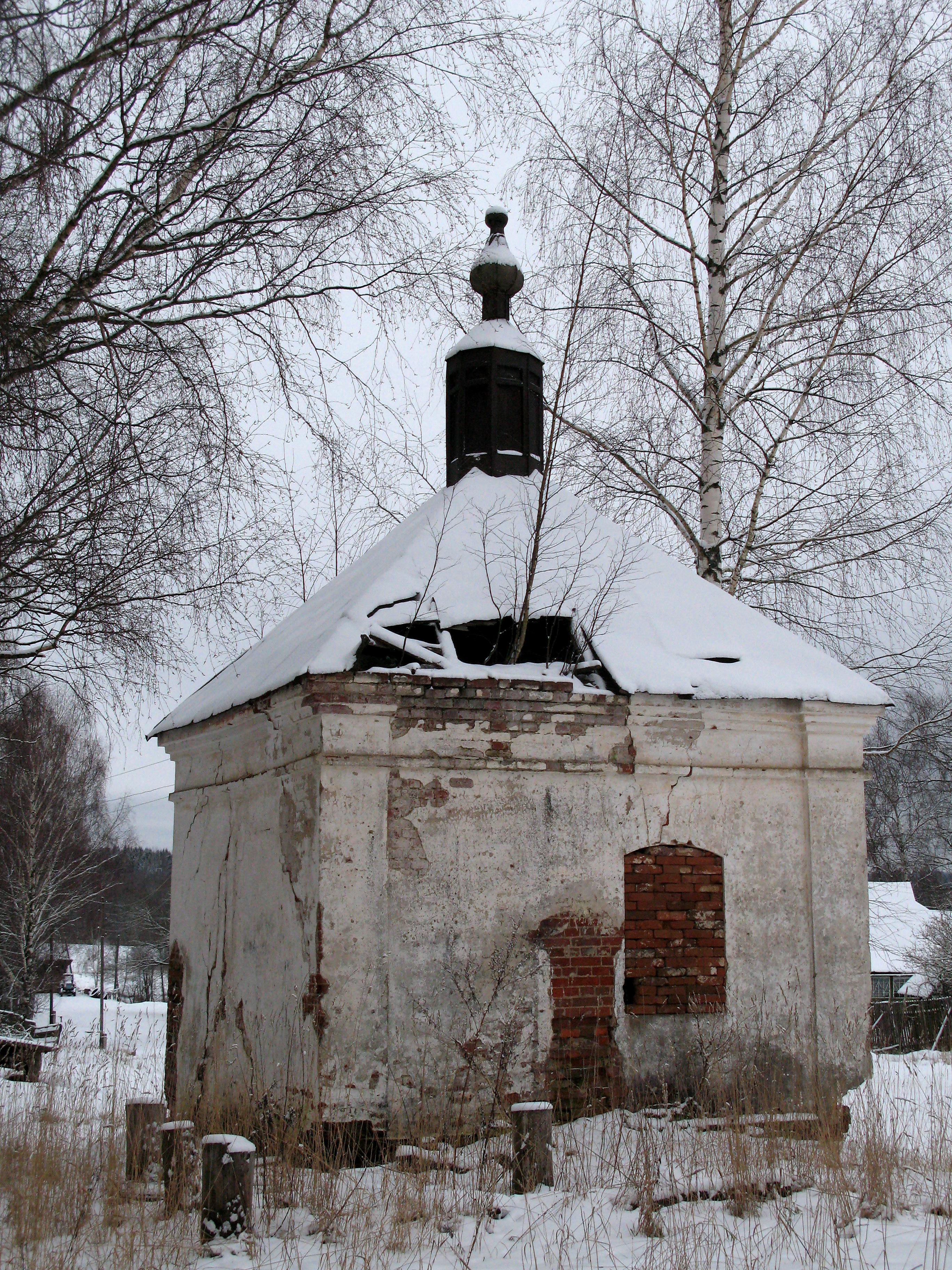
Часовня зимой 2012 года.